# Parafia św. Michała Archanioła we Wrocławiu-Muchoborze Wielkim
Parafia Świętego Michała Archanioła we Wrocławiu-Muchoborze Wielkim – rzymskokatolicka parafia znajdująca się w dekanacie Wrocław zachód I (Kozanów) w archidiecezji wrocławskiej. Obsługiwana przez księży archidiecezjalnych. Erygowana w XIV wieku. Mieści się przy ulicy Stanisławowskiej.

## Proboszcz
W latach 1967–1987 funkcję gospodarza parafii sprawował ksiądz kanonik Aleksander Oberc, który rozpoczął budowę parafii na dwóch, sąsiednich osiedlach Muchobóru Małego i Nowego Dworu. 
Od 2018 proboszczem parafii jest ks. Andrzej Paliszek-Saładyga.

## Wspólnoty i ruchy
Chór Parafialny „Michael”, Żywy Różaniec, Dzieci Maryi, Koło przyjaciół Radia Maryja, Misyjne Koło Dziecięce, „Rodzina bł. Edmunda Bojanowskiego”, Liturgiczna Służba Ołtarza, Szczep Harcerzy Leśnych „Watra”, Duszpasterstwo młodzieży, Krąg Biblijny, Żywy Różaniec Rodziców.

## Zasięg parafii
Ulice: Awicenny, Baranowicka, Bliźniacza, Heleny Boguszewskiej, Romualda Cabaja, Jerzego Cieślikowskiego, Marii Dąbrowskiej, Tadeusza Dołęgi-Mostowicza, Drohobycka, Stanisława Dygata, Witolda Gombrowicza, Graniczna, Husycka, Karpacka, Końcowa, Zenona Kosidowskiego, Krzemieniecka, Kunickiego, Leska, Janusza Meissnera, Mińska, Nowohucka, Osiedlowa, Jana Parandowskiego, Pińska, Postępowa, Przedświt, Pusta, Rakietowa, Roślinna, Samborska, Słonimska, Sokalska, Stanisławowska, Stryjska, Tarnopolska, Trawowa, Melchiora Wańkowicza, Zagony, Zbarska, Żytomierska.